# 北会津町小松
北会津町小松（きたあいづまち こまつ）は、福島県会津若松市の大字である。郵便番号は969-6189。

## 地理
会津若松市北西部の北会津地区（旧北会津郡北会津村域）に属する。西で北会津町金屋、北西で北会津町新在家、北で北会津町両堂、北東で北会津町東小松、西で北会津町上米塚、南で大沼郡会津美里町広面、会津美里町近右エ門田、会津美里町舘ノ廻とそれぞれ隣接する。概ね町村制施行以前の北会津郡古舘村のうち、旧下小松村域西部の流れを汲む地域である。北会津地区南端部に位置し、南端部をJR只見線が、北端部を国道401号がそれぞれ東西に横断し、西端部を福島県道72号会津坂下会津本郷線が南北に縦断する。域内全域にわたり農地が広がり、中央部の字権現堂、大道下周辺に集落が位置する。北会津地区の他大字と同様に民家がある区画のほとんどは「字」以降を付けず大字に直接番地が続く住所表記がなされる。 

### 主な字
字
- 麻生堀端
- 大道下
- 上中台
- 川除
- 北面

- 崩差
- 小松
- 後庵道下
- 権現堂
- 下長鳳

- 舘ノ内
- 中川原道下
- 番川原道下
- 宮ノ前

## 歴史
- 1875年8月12日 - 松野村、新在家村、下小松村、両堂村が統合され古舘村が発足する。
- 1879年1月27日 - 古舘村が福島県内における郡区町村制の施行により北会津郡の村となる。
- 1889年4月1日 - 町村制の施行により古舘村が周辺6村と合併し川南村が発足する。旧古舘村域は川南村大字古舘となる。
- 1956年5月1日 - 川南村が荒舘村と合併して北会津村が発足し、北会津村の大字となる。
- 2004年11月1日 - 北会津村が会津若松市に編入され会津若松市の大字となるのに伴い、大字古舘のうち宮ノ前丁、舘ノ内丁、小松丁、樋口丁、北面丁、北面、下長鳳、権現堂、大道下、川除、上中台、後庵道下、大字宮木のうち字中川原道下甲、番川原道下甲、崩差、麻生堀端がそれぞれ北会津町小松へと変更される。

## 世帯数と人口
2024年1月1日現在の世帯数と人口は以下の通りである。
| 大字         | 世帯数 | 人口  |
| ------------ | ------ | ----- |
| 北会津町小松 | 46世帯 | 126人 |

## 小・中学校の学区
市立小・中学校に通う場合、学区は以下の通りとなる。
| 番地 | 小学校                 | 中学校                   |
| ---- | ---------------------- | ------------------------ |
| 全域 | 会津若松市立川南小学校 | 会津若松市立北会津中学校 |

## 交通

### 鉄道
JR
- 只見線

### 道路
- 国道401号
- 福島県道72号会津坂下会津本郷線
- 幹線一級市道28号
- 幹線一級市道34号

## 施設
- 会津若松市立川南小学校
- 会津和漢津市北会津受水塔
- ファミリーマート 北会津店
- 常徳寺
- 多賀神社
- 小松原多目的運動場
- 小松農村公園